# Sennacherib
Sennacherib (chữ hình nêm Tân Assyria:  Sîn-ahhī-erība hay Sîn-aḥḥē-erība, có nghĩa "Sîn thế chỗ các anh") là vua của Đế quốc Tân Assyria từ khi kế vị Sargon II năm 705 TCN đến khi bị giết năm 681 TCN. Làm vua đời thứ hai nhà Sargon, Sennacherib là một trong những vua Assyria nổi tiếng nhất vì được Kinh Thánh Hebrew ký thuật lại về chiến dịch Levant. Dưới thời cai trị, ông cho phá hủy thành Babylon năm 689 TCN, kiến thiết và mở rộng kinh đô vĩ đại cuối cùng của Assyria là Nineveh.
Tuy là một trong những vị vua Assyria hùng mạnh và có ảnh hưởng rộng rãi nhất nhưng Sennacherib gặp khó khăn đáng kể trong việc kiểm soát Babylon thuộc miền nam đế chế. Nhiều rắc rối ở Babylon là do thủ lĩnh Chaldea Marduk-apla-iddina II, nhân vật này từng là vua Babylon cho đến khi bị Sargon II đánh bại. Ngay sau khi Sennacherib thừa kế ngai vàng năm 705 TCN, Marduk-apla-iddina chiếm lại Babylon và liên minh với người Elam. Năm 700 TCN, Sennacherib giành lại được miền nam nhưng Marduk-apla-iddina tiếp tục di họa, như xúi giục chư hầu của Assyria ở Levant nổi dậy, dẫn đến Chiến tranh Levant năm 701 TCN. Bản thân Marduk thì gây chiến với vua chư hầu của Sennacherib là Bel-ibni. Sau khi Babylon và Elam bắt giết trưởng nam Sennacherib là Ashur-nadin-shumi đang làm vua chư hầu Babylon, Sennacherib tiến đánh cả hai vùng. Do Babylon nằm bên trong lãnh thổ đế quốc cũng như đã gây ra cái chết của con trai, Sennacherib phá hủy thành phố năm 689 TCN.
Trong chiến tranh Levant, các nước phía nam không dễ chịu khuất phục như phía bắc, đặc biệt là vương quốc Judah dưới quyền vua Hezekiah. Do đó, quân Assyria tiến hành xâm lược Judah. Dù chuyện Kinh Thánh ghi lại rằng Chúa đã sai thiên sứ xuống giúp tiêu diệt quân Sennacherib đánh Jerusalem nhưng khó có thể cho rằng quân Assyria thua trận, vì cuối cùng Hezekiah cũng phải quy thuận Sennacherib. Những ghi chép đương thời, kể cả từ phía kẻ thù của Assyria đều không hề đề cập đến việc quân Assyria bại trận tại Jerusalem.
Sennacherib dời kinh đô tới Nineveh, nơi ông từng ở nhiều khi còn là thái tử. Mong muốn biến Nineveh thành kinh đô xứng tầm đế chế, Sennacherib khởi động một trong những dự án xây dựng tham vọng nhất trong lịch sử cổ đại. Ông mở rộng thành và dựng những tường thành vĩ đại, nhiều đền thờ và vườn thượng uyển. Công trình nổi tiếng nhất trong thành là Cung điện Tây Nam, được Sennacherib gọi là "Cung điện không đối thủ". Sau khi trưởng nam thái tử Ashur-nadin-shumi qua đời, Sennacherib ban đầu chỉ định nhị hoàng tử là Arda-Mulissu kế vị. Sau đó, không rõ lý do nào mà hoàng tử nhỏ hơn Esarhaddon lại được làm thái tử năm 684 TCN. Arda-Mulissu nhiều lần xin được phục hồi kế vị nhưng không được. Năm 681 TCN, hai anh em Arda-Mulissu và Nabu-shar-usur sát hại tiếm ngôi Sennacherib. Dân Babylon và Levant mừng rỡ khi biết tin Sennacherib chết, coi đây là bị thần phạt. Còn Assyria kinh hoàng và phẫn nộ. Lễ đăng quang của Arda-Mulissu bị trì hoãn, còn Esarhaddon dấy binh và chiếm giữ Nineveh, tự tuyên bố là vua như Sennacherib đã sắp đặt.

### Nguồn gốc và thuở nhỏ

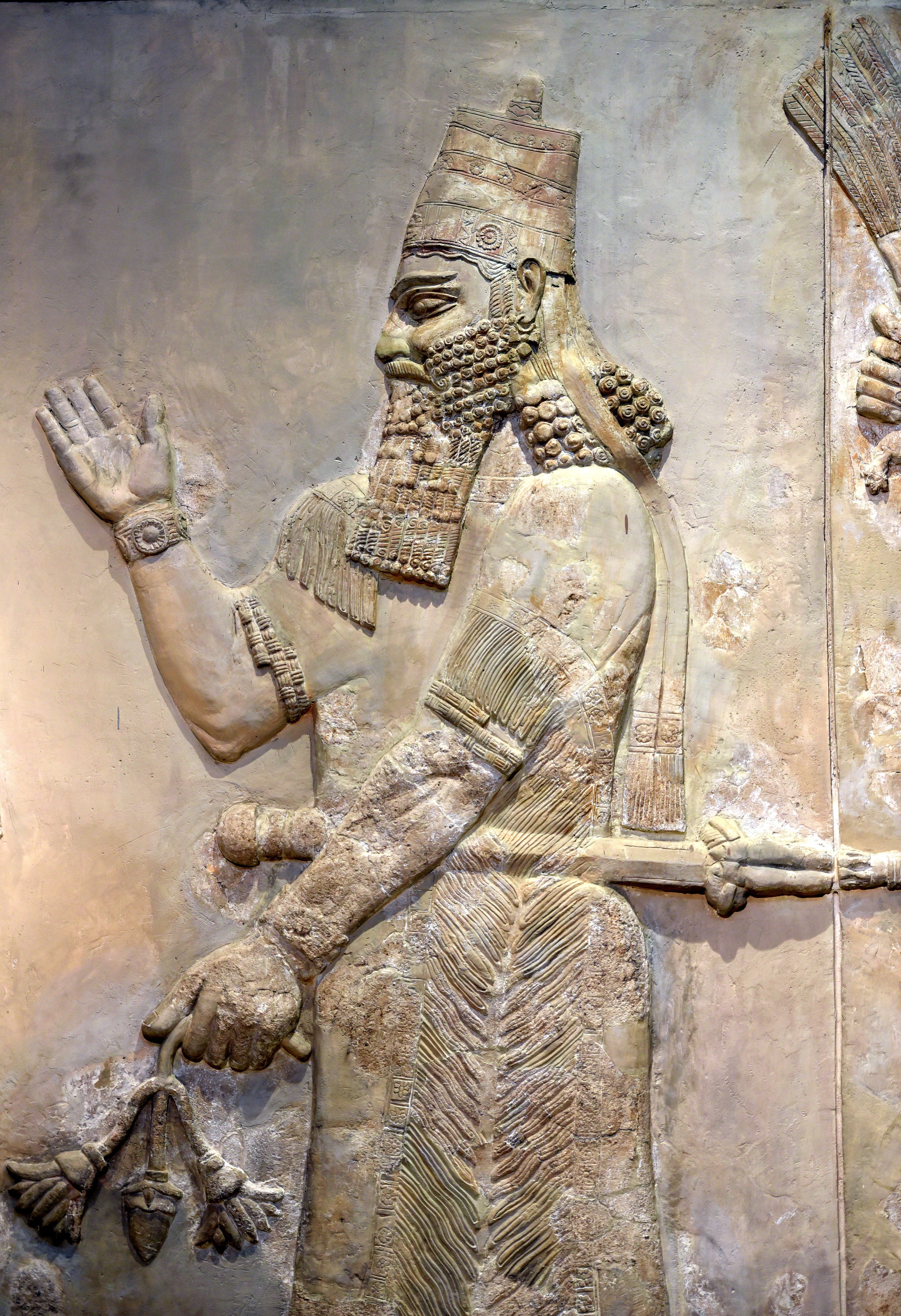
Phù điêu khắc họa phụ vương Sargon II của Sennacherib

### Thời thái tử

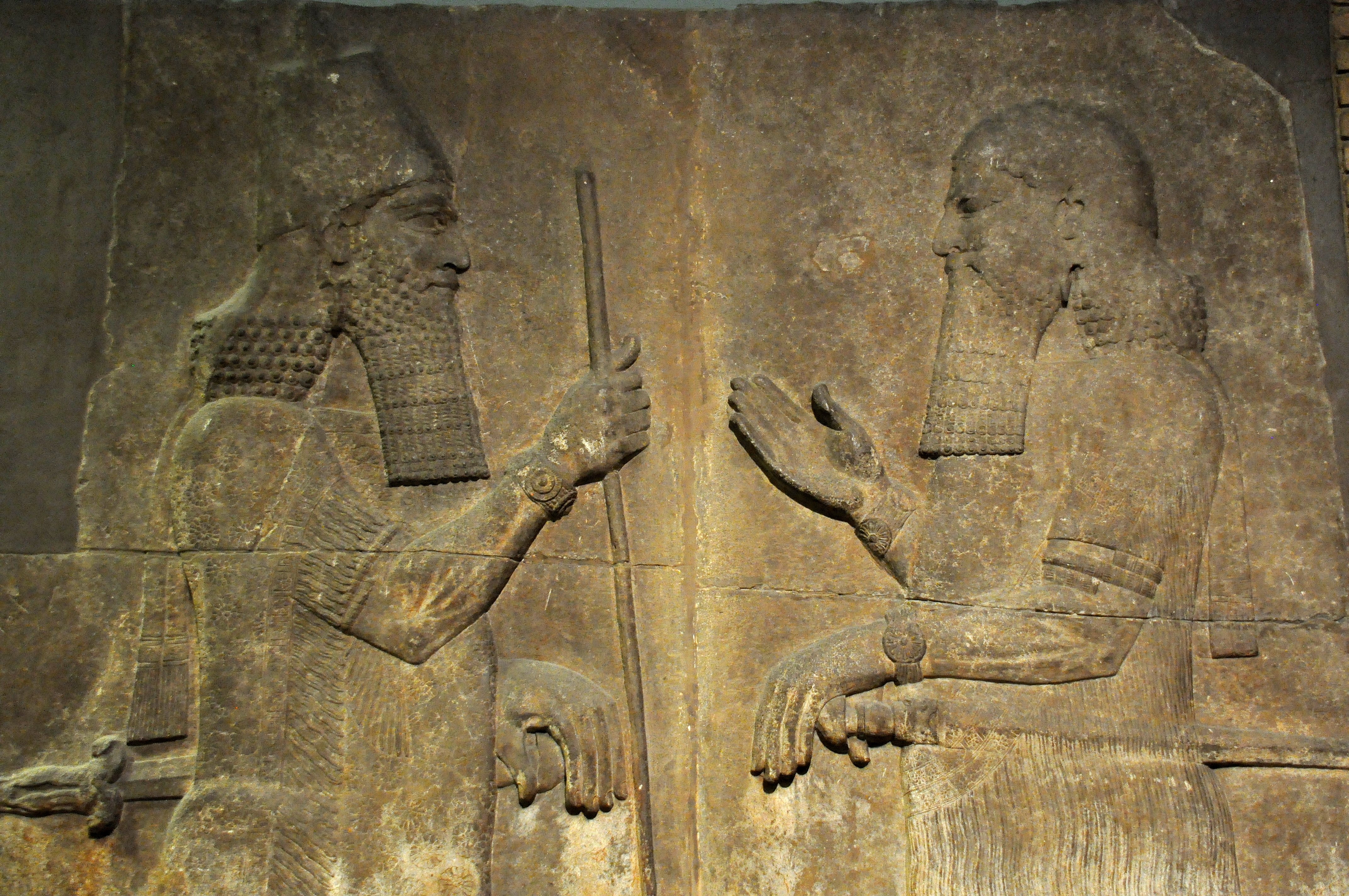
Sargon II (trái) đối mặt với một quan chức cao cấp, có thể chính là thái tử Sennacherib

### Assyria và Babylon

Bản đồ Cận Đông năm 900 TCN, trước khi Đế quốc Tân Assyria trỗi dậy. Bản đồ hiển thị các lãnh thổ cốt lõi trước đây của Assyria (Aššur) và Babylon.

### Kế vị

Bản đồ Cận Đông năm 700 TCN cho thấy phạm vi Đế quốc Tân Assyria (Aššur)

### Chiến dịch Babylon thứ nhất

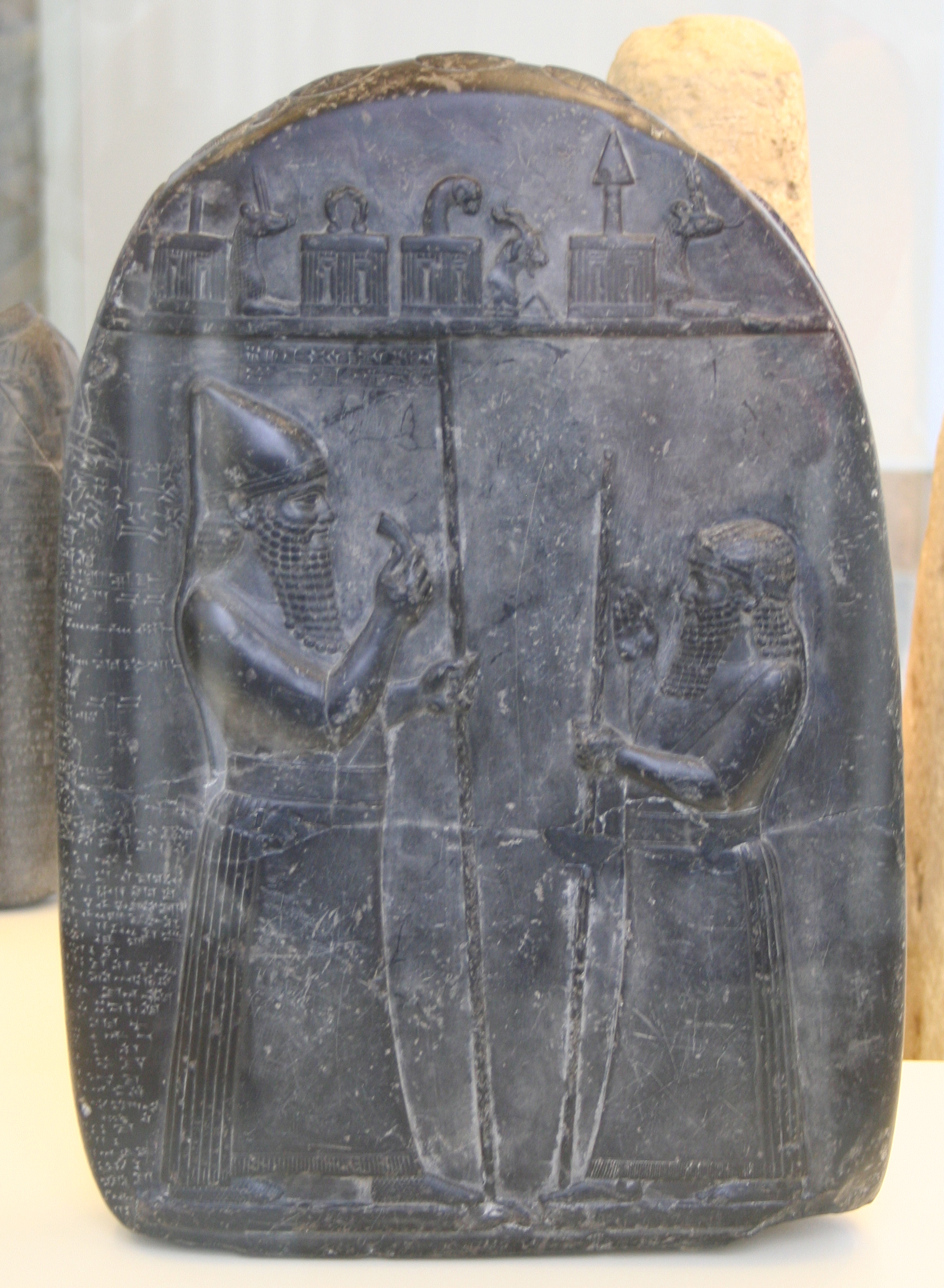
Mô tả kẻ thù không đội trời chung của Sennacherib là Marduk-apla-iddina II (trái), vua Babylon năm 722–710 TCN và 704/703–703 TCN và là kẻ xúi giục nhiều cuộc xung đột sau này chống lại Sennacherib

### Tại cổng thành Jerusalem

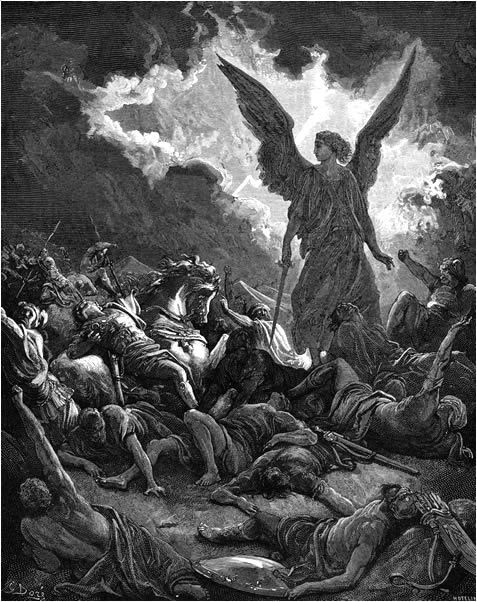
Tranh khắc gỗ thế kỷ 19 của Gustave Doré mô tả chuyện Kinh Thánh về một thiên sứ tiêu diệt quân đội của Sennacherib ngoài thành Jerusalem

### Giải quyết vấn đề Babylon

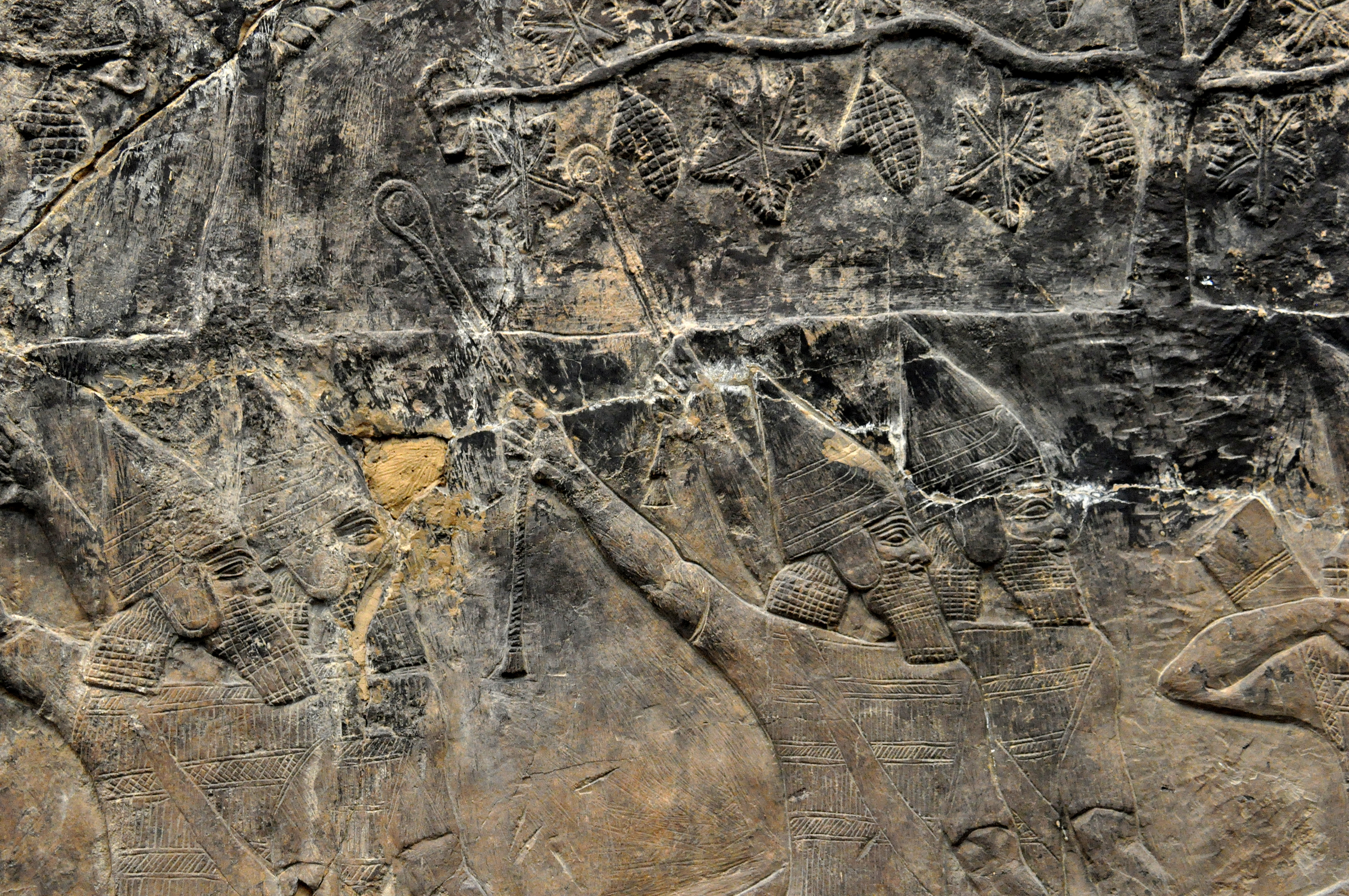
Phù điêu thời Sennacherib mô tả lính Assyria ném đá vào thành đối phương